# Hardhouse
Hardhouse is een muziekstijl die een van de hardere stromingen is binnen de house. De stroming draait om een combinatie van snelle beat, al dan niet afgewisseld met gevleugelde en spacey geluiden die in een ietwat zwaardere toon zijn dan bij de trance. Qua tempo kan hardhouse variëren van rond de 130 bpm tot zo'n 165 bpm.
Hardhouse wordt in Nederland dikwijls verward met hardstyle; dit is echter een heel andere housestroming. Een kenmerkend geluid dat regelmatig in hardhouse voorkomt, is de 'hooversound', zo genoemd omdat het geluid doet denken aan dat van een stofzuiger (hoover is een Engels woord voor stofzuiger). De hooversound werd gemaakt door gebruik te maken van een Roland Alpha Juno 2-synthesizer.
De oorsprong van de hardhouse ligt in muzikale ontwikkelingen in België en Duitsland. De muziek van daar vond haar weg naar Engeland, meer in het bijzonder de Londense homonachtclub Trade, waar de moderne hardhouse in de jaren negentig zijn uiteindelijke vorm kreeg. Het was de Britse dj Tony de Vit (1957-1998) die deze muziek vervolgens vanuit het Londense homocircuit op de dansvloer van heteroclubs introduceerde en populair maakte.
Andere noemenswaardige dj's/producers die naast Tony de Vit belangrijk zijn geweest voor de ontwikkeling van hardhouse zijn onder andere: Pete Wardman, Steve Thomas, Ian M, Tall Paul, Paul King, BK, Baby Doc, Andy Farley, Dom Sweeten, Paul Janes, Paul Glazby, Captain Tinrib, DJ Karim, Jon The Dentist, The Tidy Boys, Andy Allder, DJ Choci, Nick Sentience, Simon Parkes, Red Jerry, The Sharp Boys, RR Fierce, Dave Randall en Dave Owens.
De voorlopers van hardhouse zijn de genres handbag en hardbag.